# Anne Wigert
Anne-Margret Louise Wigert, född 15 juli 1930 i Stockholm, död 2 februari 2015, var en svensk danspedagog. 
Wigert, som var dotter till överläkare Björn Holmgren och friherrinna Margareta von Blixen-Finecke, uppnådde normalskolekompetens 1948 och tog pedagogcertifikat vid Sigurd Leeder School of Contemporary Dance 1955–1958. Hon var anställd vid Lilian Runestams dansskola 1961–1962, Balettstudio Lilian Karina 1962–1970, Skansens ringleksbarn 1962–1963, Solna musik- och dansskola 1970–1986, var föreläsare vid Centrum för barnkulturforskning på Stockholms universitet och lärare i barndans vid Danshögskolan från 1972 och huvudlärare i ämnet där från 1986. 
Wigert var styrelseledamot i svenska sektionen av DaCi (Dance and the Child International) från 1979, gästlärare vid Oslo Baletthögskola, föreläsare DaCi-konferensen i Auckland, Nya Zeeland, 1985 och medlem av svenska delegationen vid University of California, Los Angeles. Hon skrev Danslek på dagis (1982), Lek och rörelse i Dansens villkor (1983), artiklar i Förskoletidningen: tre artiklar om danslek (1980/4), artiklar i Barn & Kultur: Dans – är det något att tänka på (1986/1), Lejon och prinsessor – om bildspråk och könsroller i svensk barndans (1986). Hon gifte sig första gången 1950 med redaktör Bengt Öste och andra gången 1962 med konstnär Hans Wigert.